# ソラヤー・エスファンディヤーリー・バフティヤーリー
ソラヤー・エスファンディヤーリー・バフティヤーリー（ペルシア語: ثریا اسفندیاری بختیاری; Thorayā Esfandiyārī-Bakhtiyārī; 1932年6月22日 - 2001年10月26日）は、イラン最後のシャーであるモハンマド・レザー・パフラヴィーの2度目の王妃。ソラヤとも表記する。
「イスファハーンの薔薇」「緑色の瞳のディーヴァ」「ペルシャのエヴァ・ガードナー」の異名を持つ通り、1950年のイラン国王モハンマド・レザー・パフラヴィーとの婚約以来、絶世の美女として知られた。

## 生涯
父はイラン南部のバフティヤーリー族の貴族で在西独大使、母はドイツ人。
1950年に予定されていた結婚式はソラヤーの病により1951年に延期されたが、ソラヤーが病床に伏せっている間、国王は毎朝彼女にジュエリーを贈ったといわれている。
継承者をつくることができず、国王は離婚をせず、そのかわりに「代理母」としての側室を置くことを提案するが、ソラヤーは拒絶。両親の住むドイツに去り、結婚生活は7年で終わる。深い哀しみの表情を浮かべて離婚を表明した国王の会見は話題になった。離婚した後は『イラン王女』の称号を贈られ、月に7000米ドルの年金を国王から送られ続けた。
ヨーロッパに移住後、彼女のことを歌ったフランスの歌手フランソワーズ・マレ＝ジョリスの曲がヒットするなど、『哀しみの王妃』として高い知名度と同情を得ていた彼女を社交界と大衆は歓迎し、映画出演のオファーを得て、数作の映画に出演。俳優のマクシミリアン・シェル、オートバイのザックスの創業者の子孫で、実業家ギュンター・ザックス (のちにブリジット・バルドーの三度目の夫となる)らと浮名を流す。その後、イタリア人映画監督フランコ・インドヴィナと同棲していたが、1972年、インドヴィナは飛行機事故で亡くなる。
1991年、自伝を出版。晩年はパリでかつての侍女たちや、実弟などイランからの亡命者に囲まれ暮らしていたが、インドヴィナの死後患ったうつ病からか、人を遠ざけることが年々多くなっていた。
2001年にパリで死去。パリでの葬儀にはモハンマド・レザー・パフラヴィーの妹と弟、ヨーロッパの貴族らが出席。ミュンヘンにある両親と兄弟の墓の隣に埋葬された。
2002年に遺品がパリでオークションにかけられ、総額約830万米ドルで取引された。とりわけ、ディオールによるウェディングドレスは120万米ドルで売却された。